# ديفيد يوهانسون (متزحلق)
ديفيد يوهانسون (بالسويدية: David Johansson)‏ هو متزحلق سويدي، ولد في 16 أغسطس 1926 في Delsbo parish ‏ في السويد، وتوفي في 24 سبتمبر 2005.